# Ленард проти Pepsico

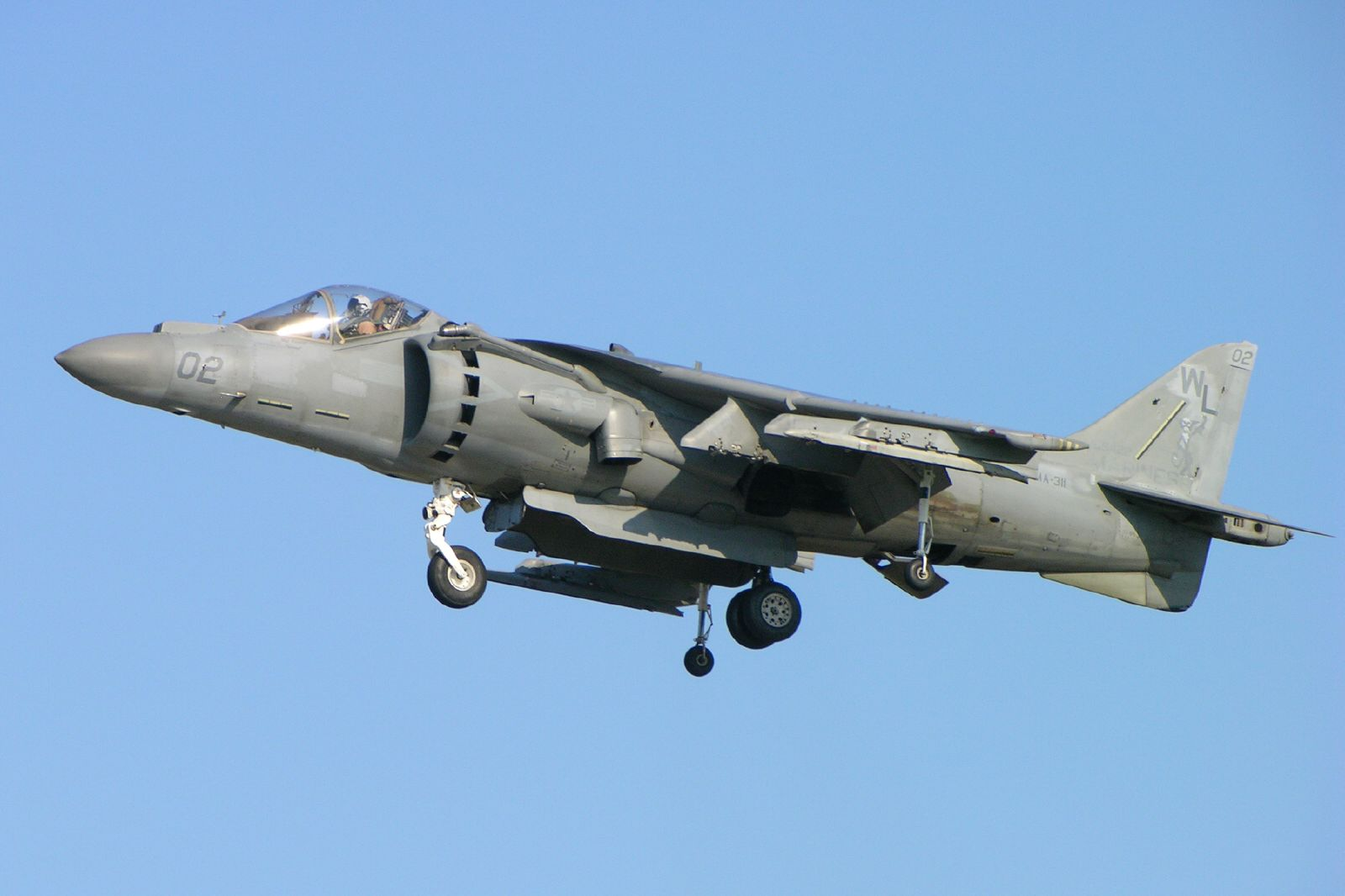
Стрибний реактивний літак AV-8 Harrier II, як стверджується, повинен був позивач

Ленард проти Pepsico (англ. Leonard v. Pepsico, Inc.;  88 F. Supp. 2d 116, ( SDNY 1999), aff'd 210 F.3d 88 ( 2d Cir. 2000)) — позов, взятий до уваги в 1999  Окружним судом Південного округу  штату Нью-Йорк. Позивачем виступав житель Сіетла Джон Ленард (англ. John DR Leonard), відповідачем — компанія PepsiCo, виробник «Пепсі-коли».

## Історія
У 1996 Pepsico почала  маркетингову кампанію  Pepsi Stuff . Зміст акції: при покупці пляшок напою нараховувалися бали (англ. Pepsi Points), які потім могли бути витрачені на придбання товарів з логотипом «Пепсі». Каталог товарів, які можна було придбати у такий спосіб, містив 53 найменування із зазначенням для кожного з них необхідної кількості балів. Наприклад, для придбання майки потрібно зібрати 75 балів, а шкіряної куртки - 1450 балів. Крім того, додаткові бали можна було придбати за ціною 10 центів за кожний, але для придбання одного товару в будь-якому випадку потрібно було набрати 15 стартових балів від пляшок .
Один з рекламних роликів кампанії демонстрував деякі призи із зазначенням внизу екрану їх еквівалента в балах. Відео закінчувалося тим, що головний герой — підліток - садить на шкільне подвір'я реактивний штурмовик  AV-8B «Харрієр» II. У цей момент на екрані з'являвся напис — «7 000 000 очок». Вартість такого літака становила близько 23 млн  доларів. 21-річний студент бізнес-адміністратор  Джон Ленард прийняв цей ролик за зобов'язання Pepsico надати штурмовик будь-якій людині, яка зібрала зазначену кількість балів. Для отримання літака він придбав необхідну для 15 стартових балів кількість пляшок і позичив 700 000 доларів для придбання додаткових балів. У березні 1996 він надіслав грошовий чек із цією сумою в Pepsico. Разом із чеком Ленард відіслав бланк замовлення, де як товар вказав 1 реактивний літак «Харрієр». У травні Pepsico повернула чек відправнику, посилаючись на те, що за умовами акції замовленню підлягають тільки товари з каталогу, а рекламний ролик мав виключно гумористичний характер . Не задовольнившись цим поясненням, Джон Ленард повідомив Pepsico, що буде змушений звернутися до суду. Pepsico подала попереджуючий позов, на що пішов зустрічний позов від Ленарда  .
Розгляд цієї справи тривав 3 роки. При цьому представник  Пентагону Кеннет Бекон відразу ж заявив, що «Харрієр» не може бути проданий приватній особі. Також, за заявою Бекона, штурмовики «Харрієр» до того моменту вже не вироблялися та не були сертифіковані  Федеральним управлінням цивільної авіації США .
У 1999 Окружний суд Південного округу Нью-Йорка виніс судове рішення, за яким Ленарду було відмовлено в задоволенні його вимог. У рішенні вказувалося, що оскільки бланк замовлення не був затверджений, а гроші за чеком не були зараховані на банківський рахунок компанії, відповідач не має зобов'язань перед позивачем. Крім того, суд вважав, що жартівливий характер обіцянки мав бути очевидним будь-якій розумній людині .